# 115° westerlengte
115° westerlengte (ten opzichte van de nulmeridiaan) is een meridiaan of lengtegraad, onderdeel van een geografische positieaanduiding in bolcoördinaten. De lijn loopt vanaf de Noordpool naar de Noordelijke IJszee, Noord-Amerika, de Grote Oceaan, de Zuidelijke Oceaan en Antarctica en zo naar de Zuidpool.
De meridiaan op 115° westerlengte vormt een grootcirkel met de meridiaan op 65° oosterlengte. De meridiaanlijn beginnend bij de Noordpool en eindigend bij de Zuidpool gaat door de volgende landen, gebieden of zeeën. 
| Land, gebied of zee         | Nauwkeurigere gegevens                                                              |
| --------------------------- | ----------------------------------------------------------------------------------- |
| Noordelijke IJszee          |                                                                                     |
| Canada                      | Northwest Territories - Brockeiland                                                 |
| Ballantynestraat            |                                                                                     |
| Canada                      | Northwest Territories - Melville-eiland                                             |
| M'Clurestraat               |                                                                                     |
| Canada                      | Northwest Territories - Victoria-eiland                                             |
| Prince Albert Sound         |                                                                                     |
| Canada                      | deels Northwest Territories deels Nunavut - Victoria-eiland                         |
| Dolphin and Union Strait    |                                                                                     |
| Canada                      | Nunavut                                                                             |
| Coronationgolf              |                                                                                     |
| Canada                      | Nunavut, Northwest Territories (dwarst Great Slave Lake), Alberta, British Columbia |
| Verenigde Staten            | Montana, Idaho, Nevada, Californië                                                  |
| Mexico                      | Baja California, Sonora, Baja California, Sonora, Baja California                   |
| Bahía de Sebastián Vizcaíno |                                                                                     |
| Mexico                      | Baja California Sur                                                                 |
| Grote Oceaan                |                                                                                     |
| Zuidelijke Oceaan           |                                                                                     |
| Antarctica                  | Niet-toegeëigend gebied in Antarctica                                               |